# Hypselorhachis
Hypselorhachis — рід вимерлих рептилій, можливо, споріднених з Ctenosauriscus. Він жив під час тріасового періоду. Наразі він відомий лише з одного хребця, знайденого в середньому тріасі Манда в Танзанії. Хребець зберігся в досить хорошому стані, оскільки, хоча високий нервовий хребет відколовся в кількох місцях, він не зламаний, попри те, що він досить тонкий, товщиною лише близько 20 мм у поперечному напрямку.
Типовим видом є H. mirabilis, згаданий, але ніколи повністю не описаний англійським палеонтологом Аланом Дж. Чарігом. Hypselorhachis був віднесений до Ctenosauriscidae, групи парусних архозаврів, у 1988 році. Він був офіційно описаний Річардом Дж. Батлером і його співробітниками в 2009 році. Назва означає «чудовий високий хребет», від латинського «mirabilis» «чудовий» і грецького «ὑπσελος», «високий» і «ῥαχις» «хребет».